# Klaravattnet
Klaravattnet är en sjö i Ale kommun i Västergötland och ingår i Göta älvs huvudavrinningsområde. Sjön ligger i Vättlefjälls naturreservat som är ett Natura 2000-område.

## Bilder

Klaravattnet
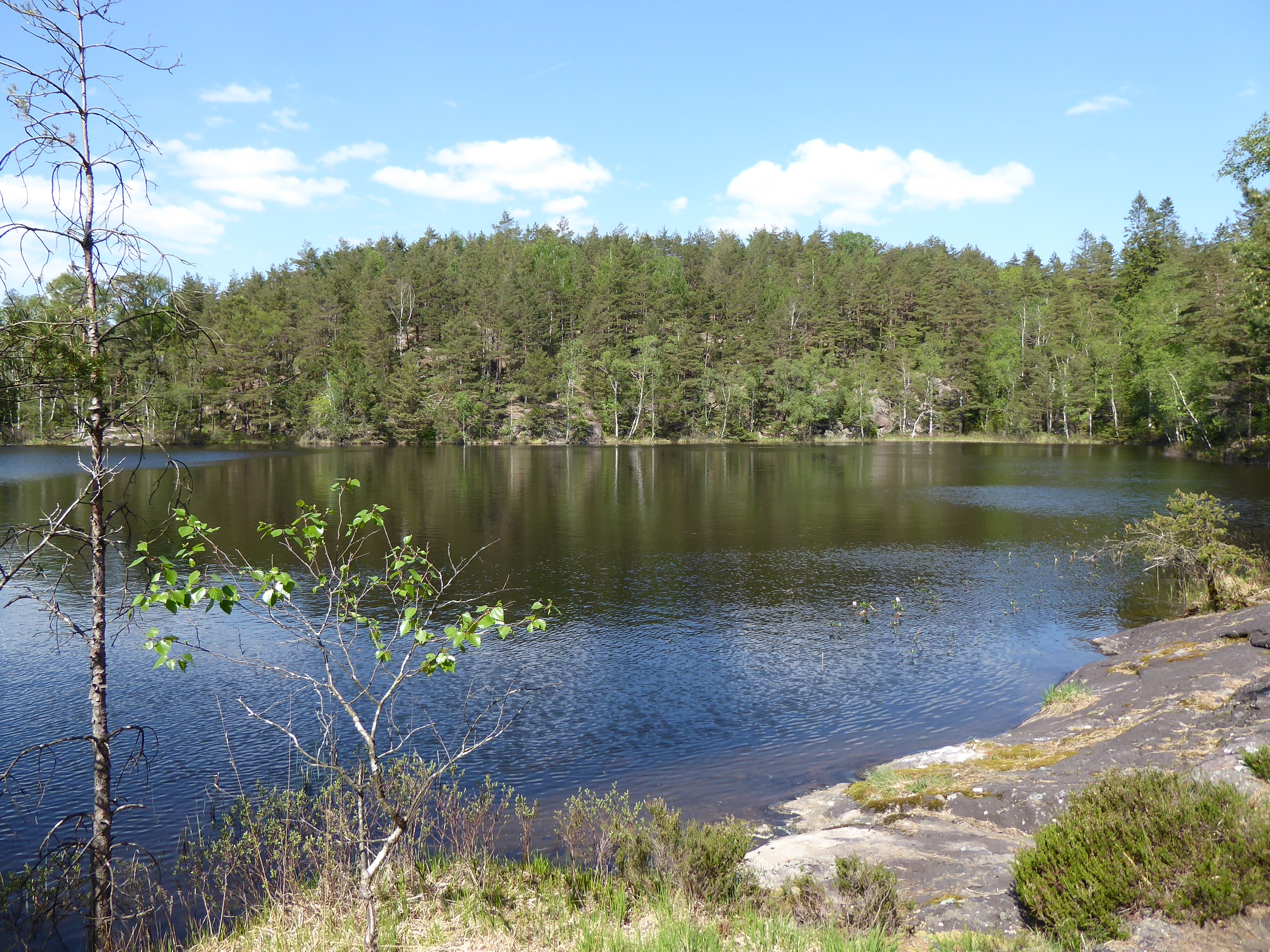
Klaravattnet österifrån i maj 2024.
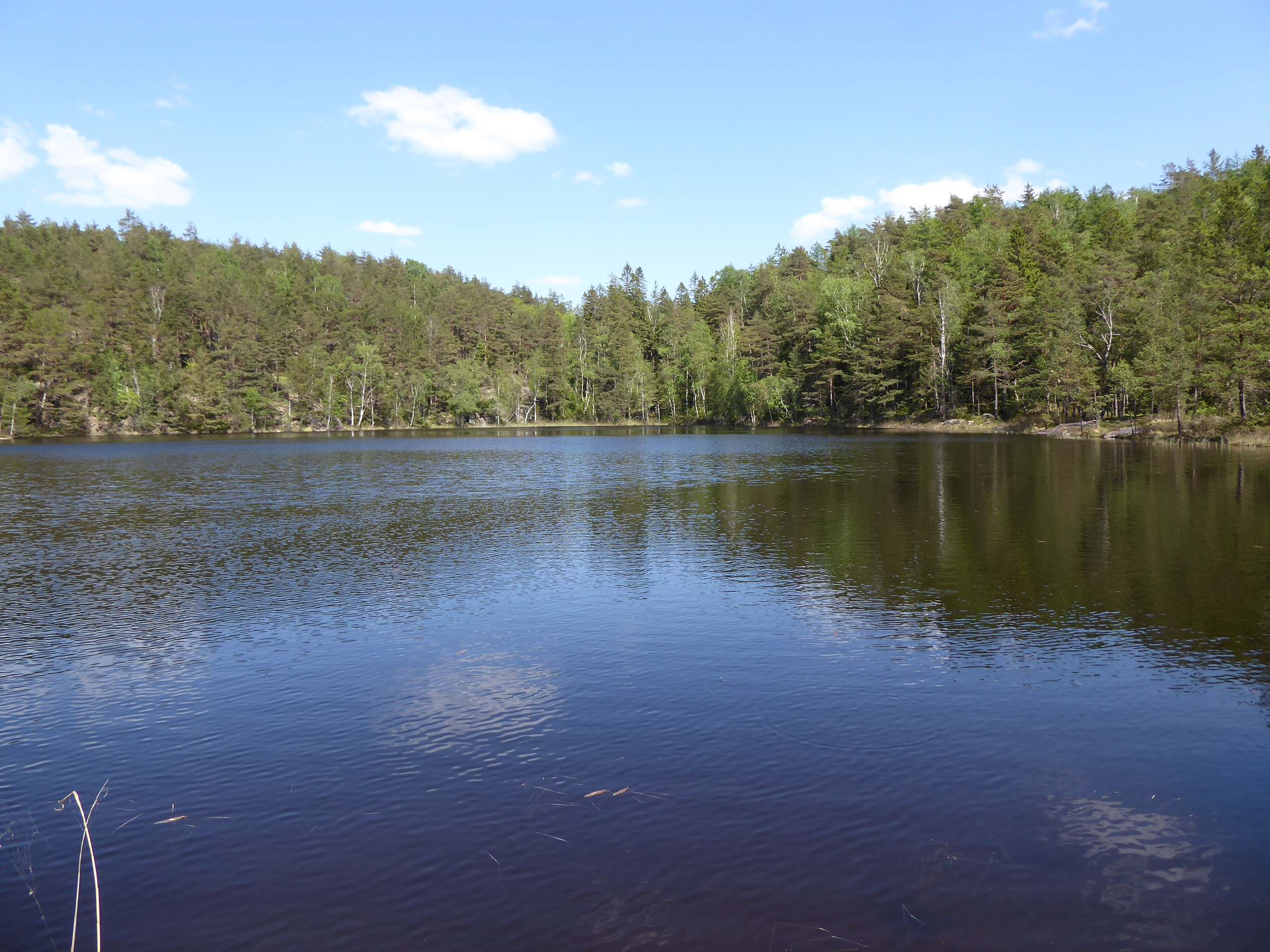
Klaravattnet från sydväst i maj 2024.